# El Limón (Sonora)
El Limón es una localidad rural abandonada perteneciente al municipio de Álamos ubicada en el sureste del estado mexicano de Sonora cercana a los límites divisorios con los estados de Chihuahua y Sinaloa, asentado exactamente en la línea de frontera con este último. La última vez que un censo marcó una cantidad de habitantes en la localidad fue en el 2010 dónde se encontraban 11 personas. A mediados de los años 1900, El Limón era nombrado como una comisaría.